# Phyllosien
Le Phyllosien est un éon stratigraphique de la géologie de la planète Mars caractérisé par des terrains où abondent les phyllosilicates, notamment les argiles, probablement formés en présence d'eau liquide, et datés approximativement de plus de 4,2 milliards d'années.

## Datations
La stratigraphie suivante a été proposée par l'équipe de l'astrophysicien français Jean-Pierre Bibring de l'IAS à Orsay à partir des résultats recueillis par l'instrument OMEGA — Observatoire pour la Minéralogie, l'Eau, les Glaces et l'Activité — de la sonde Mars Express de l'ESA depuis début 2004:
La datation précise de ces éons demeure largement incertaine, et l'analyse détaillée des résultats d'OMEGA suggère en fait une discontinuité entre le Phyllosien et le Theiikien, faisant coïncider le début de ce dernier avec l'Hespérien de la géologie martienne tout en maintenant une durée moindre pour le Phyllosien que pour le Noachien, ce qui conduit du même coup à réajuster l'échelle des temps géologiques martiens :
Cette discontinuité, qui coïnciderait plus ou moins avec l'hypothétique « grand bombardement tardif » (LHB en anglais, daté plutôt entre 4,1 et 3,8 milliards d'années), matérialiserait en fait l'époque d'activité volcanique maximum, qui se prolongerait au Theiikien en disparaissant progressivement au fur et à mesure que la planète aurait perdu l'essentiel de son activité interne.

## Mars au Phyllosien
Pendant le Phyllosien, contemporain du Noachien, Mars devait avoir un champ magnétique global protégeant son atmosphère de l'érosion par le vent solaire, d'où une pression atmosphérique au sol et un effet de serre suffisants pour permettre l'existence de l'eau liquide à la surface de la planète. Une partie au moins de cette eau serait toujours présente dans le sous-sol de certaines régions de la planète, par exemple aux environs de Cerberus Fossae et d'Hephaestus Fossae sur le flanc d'Elysium Mons. Lors de l'éon suivant, appelé « Theiikien », le champ magnétique global aurait disparu sous l'effet d'un réchauffement du manteau consécutif aux impacts d'astéroïdes du grand bombardement tardif, ce qui aurait accéléré la perte de l'atmosphère sous l'effet du vent solaire et de la trop faible gravité martienne.
Il en découle que, s'il existe aujourd'hui encore des traces de vie sur la planète rouge, il faut a priori les rechercher préférentiellement dans les terrains phyllosiens, issus de la seule époque où Mars aurait pu connaître les conditions propices à son apparition.

## Articles liés
- Mars (planète)
- Géologie de la planète Mars
- Échelle des temps géologiques martiens :
  - Noachien
  - Hespérien
  - Amazonien
- Échelle de Hartmann & Neukum
- Chronostratigraphie minéralogique :
  - Theiikien
  - Sidérikien